# Штанко Катерина Володимирівна

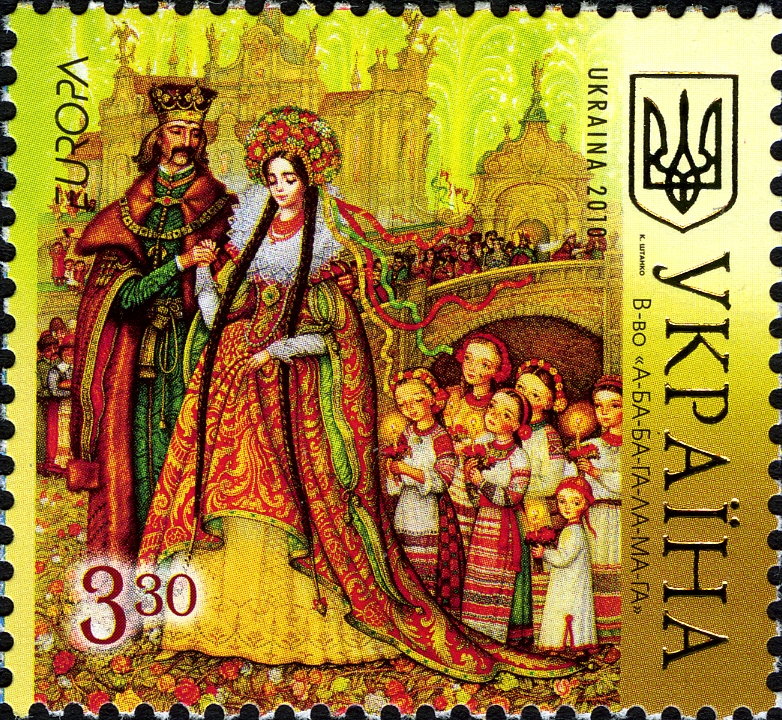

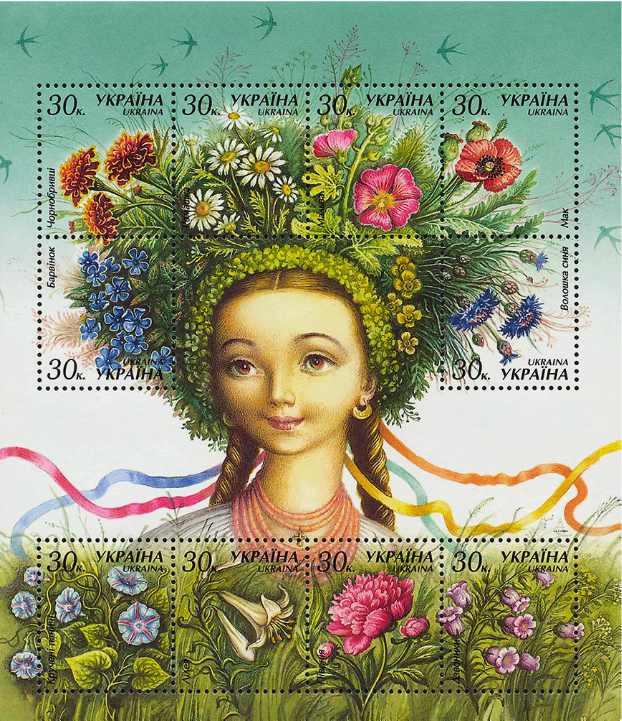

Катери́на Володи́мирівна Штанко́ (*24 липня 1951, Сімферополь) — українська художниця та письменниця.

## Біографія
Катерина Штанко народилася 24 липня 1951 р. в м. Сімферополі.
1969—1973 — навчалася в Кримському художньому училищі.
1973—1979 — студентка Київського Державного художнього інституту.
1979—1983 — продовжує навчання в аспірантурі при Академії Образотворчих мистецтв у Москві (Академічні художні майстерні).
Співпрацювала з видавництвами «Веселка», «Дніпро», «Свенас», «Марка України», «А-ба-ба-га-ла-ма-га», «Грані-Т» та «Видавництво Старого Лева»
Учасниця багатьох республіканських всесоюзних та міжнародних виставок.
Найулюбленіша техніка: акварель, еколайн, графітний олівець.
2014 року у видавництві «А-ба-ба-га-ла-ма-га» вийшла книга «Дракони, вперед!», в якій Катерина Штанко виступила і як ілюстратор, і як автор. 12 грудня того ж року твір був визнаний «Дитячою книгою року BBC — 2014».
Член журі літературної премії Національної спілки письменників України в царині літератури для дітей імені Платона Воронька .

## Родина
Виросла в сім'ї вчених, тато — математик, мама — хімік.

Чоловік — Штанко Олексій Володимирович (1950—2000) — заслужений художник України.

Син — Штанко Володимир Олексійович (нар. 1981)  — художник, ілюстратор дитячих книжок.

## Нагороди
- 1983 — Диплом першого ступеня Українського республіканського конкурсу книжкової графіки за збірку ілюстрації до збірки віршів Т.Шевченка «Мені тринадцятий минало»
- 1981 — Диплом другого ступеня Українського республіканського конкурсу книжкової графіки за ілюстрації до роману Марії Пригари «Михайлик джура козацький»
- 1981 — Спеціальний диплом Всесоюзного конкурсу книжкової графіки за найкращу роботу художника — ілюстрації до книжки «Норвезькі народні казки»
- 1980 — Диплом першого ступеня Українського республіканського конкурсу книжкової графіки за ілюстрації до книжки Ш.Перро «Попелюшка»
- 2003 — 1-а премія конкурсу «Книжка року» за книжку «100 казок» (обкладинка, форзац, 14 ілюстрацій)
- 2000 — Всесвітній кубок марок — серія «Квіти України»
- 2001 — Премія Міжнародного товариства філателістів «За найкращу марку 10-ліття» — серія «Квіти України»
- 2004 — Премія ім. Григорія Нарбута за серію марок «Квіти України»
- 2014 — «Дитяча книга року BBC» за книгу «Дракони, вперед!» (автор і ілюстратор)

## Інтерв'ю
- Наталя Дмитренко «Катерина Штанко: Я думаю про абсолютно незрозумілі дорослим речі — луску на хвості русалки і котів Баби-Яги» («Україна молода»)
- Тарас Головко «Про що розповідають сни Андерсена?» («День» 18 червня 2010)
- Олекса Шкатов «Де живуть українські дракони» (Comments.ua, 17 грудня 2014)